# 張淳 (崇禎進士)
張淳（16世紀—17世紀），字固存，號胥庭，德安府孝感縣人，明朝、南明政治人物。

## 生平
張淳是萬曆四十六年（1618年）舉人，崇禎四年（1631年）成進士，大理寺观政，兩年後（1633年）獲授行人。到十一年（1638年），他在考選期間向崇禎帝講述時政得失，升任工科給事中。當時六科官員都在考核內容誇大被考者的好處，只有他老成大體，切合時務；亦因此彈劾首輔張四知擔任祭酒時貪污行徑，遭貶謫為順天府照磨，升大理寺右寺副；至弘光年間和錢元愨、陳濟生同時任命，擢官太僕寺丞，其後辭官歸鄉，老死在家。

## 引用
1. ↑  《崇祯四年辛未科三百五十名进士履历》：张淳，胥庭，诗五房，丁酉九月初九日生。孝感人，戊午六名，会二百四十四，三甲二百二十一名。大理寺政，癸酉授行人，丁丑行取，戊寅欽选工科给事中，皇城門巡视，己卯巡视節慎庫，巡视太仓艮庫，庚辰降补顺天府炤磨。曾祖文迪，府同知。祖綺，增生。父問仁，南城县谕。
2. 1 2  錢海岳《南明史·卷三十二·列傳第八》：安宗即位，擢（錢元愨尚寶）卿，晉太僕少卿，與張淳、陳濟生並命。……淳，字固存，孝感人。崇禎四年進士。歷行人主事、工科給事中，老成引大體。張四知為首輔，疏劾其為祭酒時貪污狀，謫大理右寺副，起太僕丞，歸以壽終。
3. ↑  光緒《孝感縣志·卷十·選舉志》：（萬曆）戊午科（舉人） 張淳 見進士
4. ↑  光緒《孝感縣志·卷十四·人物志》：張醇【淳】 字固存，號胥庭，登崇正辛未進士。癸酉銓授大行人，戊寅以治最考選，特賜召對諮詢時政得失，醇慷慨條對，援置工垣。時朝政多尚綜覈而言，路諸少年好為翕赫可喜之論，苟為迎合。醇以老成獨引大體切時務，擢太僕寺丞，以壽終於家。 梁志